# Source thermale de Guadeloupe

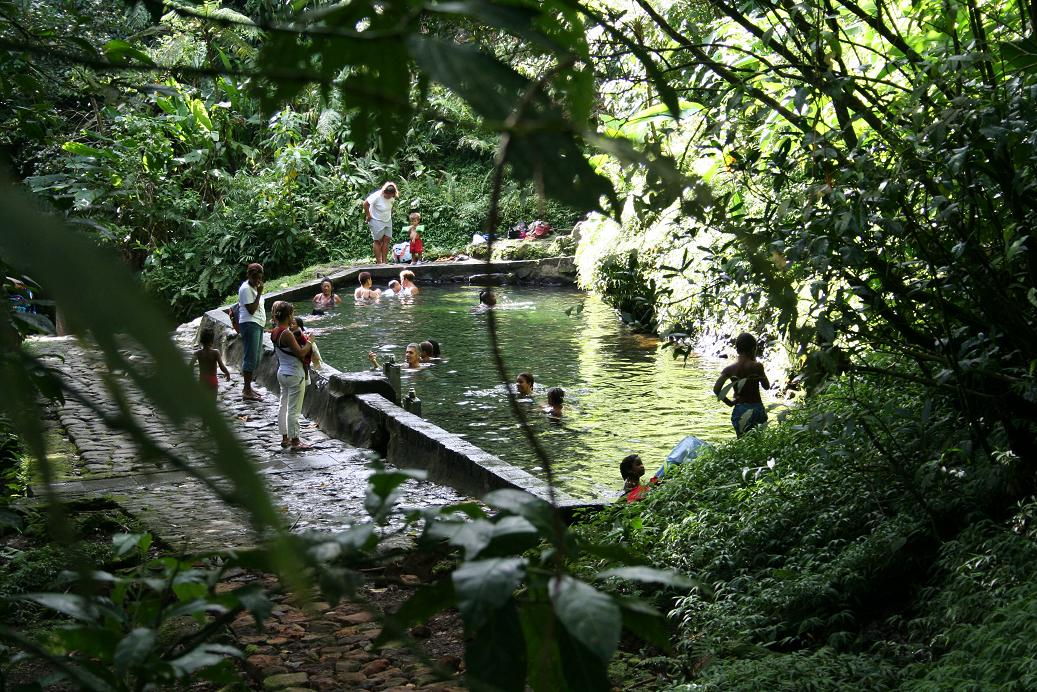
Les Bains Jaunes, Saint-Claude.

La Guadeloupe, et notamment la Basse-Terre, est une île volcanique possédant son volcan, la Soufrière. Sur Basse-Terre on peut trouver de nombreuses sources thermales, alimentées en eau chaude provenant du volcan.
- Le Bain du Curé est un bassin d'eau chaude, aménagé rue de l'Abbé, plage de l'anse à Sable, derrière la gendarmerie de Pigeon de Bouillante.
- La Source chaude de Thomas, autre source chaude (à 70 °C) qui forme une piscine naturelle surgissant dans la mer des caraïbes, à Bouillante.
- Les Bains chauds de Matouba, à Saint Claude, alimentés par la source chaude proche du sommet de la Soufrière, nécessitent une marche d'environ 3 h aller retour. L'eau chaude coule dans un bassin en ciment et sent le soufre.
- Les Bains Jaunes, à Saint Claude. Bassin aménagé d'eau sulfureuse tiède (26 °C). Altitude : 950 m. Baignade possible. Le fond peut être glissant. Chaque jeudi, les agents du parc national nettoient les bassins.
- Les Bains sulfureux de Sofaïa, à Sainte-Rose. Apparus vers 1843, leur eau aurait des vertus dermatologiques. Auparavant, un bassin avait été aménagé mais il a été remplacé par un discret filet d'eau sous lequel on peut se doucher. Les douches aménagées sont d'accès gratuit et très prisées par les Guadeloupéens. L'odeur du soufre est parfaitement tolérable.
- La station thermale de Ravine Chaude, au Lamentin. Avec piscine, centre de thermalisme et de balnéothérapie.
- Source chaude de Dolé, à Gourbeyre. Autrefois, Gourbeyre était réputée pour ses bains d'eau thermale mais ils ont tous disparu excepté à Dolé. Un bain public d'eau naturelle chaude est accessible sur la route. Un bassin a été aménagé en béton. L'eau de Dolé est également commercialisée comme eau minérale en Guadeloupe.

Même si la baignade est possible dans la plupart des bassins, il est parfois déconseillé de mettre la tête sous l'eau en raison de la présence d'amibes Naegleria fowleri.